# Tithoniae Fossae
Le Tithoniae Fossae sono una struttura geologica della superficie di Marte.